# Order Świętego Karola (Meksyk)
Order Świętego Karola, właśc. Cesarski Order Świętego Karola (hiszp. Orden Imperial de San Carlos) – order kobiecy II Cesarstwa Meksykańskiego. Został ustanowiony 10 kwietnia 1866 przez cesarza Maksymiliana I w celu uhonorowania kobiet zasłużonych dla społeczeństwa. Order miał dwie klasy: Krzyż Wielki (z liczbą nadań do 24 – jedną z odznaczonych była Eugenia, cesarzowa francuska) i Krzyż (bez limitu nadań).

## Odznaczeni
Znane kobiety odznaczone Krzyżem Wielkim w 1865 roku
- Eugenia, cesarzowa francuska
- Elżbieta, cesarzowa austriacka
- Teresa, cesarzowa brazylijska
- Amalia, cesarzowa wdowa brazylijska
- Izabela, księżniczka brazylijska
- Izabela II, królowa hiszpańska
- Augusta, królowa pruska
- Wiktoria, księżniczka pruska
- Maria Pia, królowa portugalska
- Maria, królowa belgijska
- Ludwika, królowa szwedzka i norweska
- Józefina, królowa wdowa szwedzka i norweska
- Josefa Iturbide, księżniczka meksykańska